# Плитидепсин
Плитидепсин (также известный как дегидродидемнин B, производимый PharmaMar, S.A. под торговым названием Аплидин) представляет собой химическое соединение, извлекаемое из асцидии Aplidium albicans. В настоящее время он проходит клинические испытания. Плитидепсин относится к классу соединений, известных как дидемнины.

## Химическая структура
Плитидепсин представляет собой циклический депсипептид, что означает, что это циклический пептид, в котором есть одна или несколько сложноэфирных связей вместо одной или нескольких пептидных связей. Его химическая структура очень близка к дидемнину B, с той лишь разницей, что остаток лактата в дидемнине B присутствует в окисленной пируватной версии.

## Фармакологическая активность
Как и все соединения дидемнина, плитидепсин проявляет противоопухолевую, противовирусную и иммуносупрессивную активность. Рассматривается как перспективный препарат для уменьшения опухолей при раке поджелудочной железы, желудка, мочевого пузыря и простаты. Плитидепсин ингибирует белок eEF1A, который потенциально может взаимодействовать с множеством белков коронавируса. Плитидепсин обладает противовирусной активностью против SARS-CoV-2 in vitro и на мышиной модели in vivo.